# Kanał Różanka

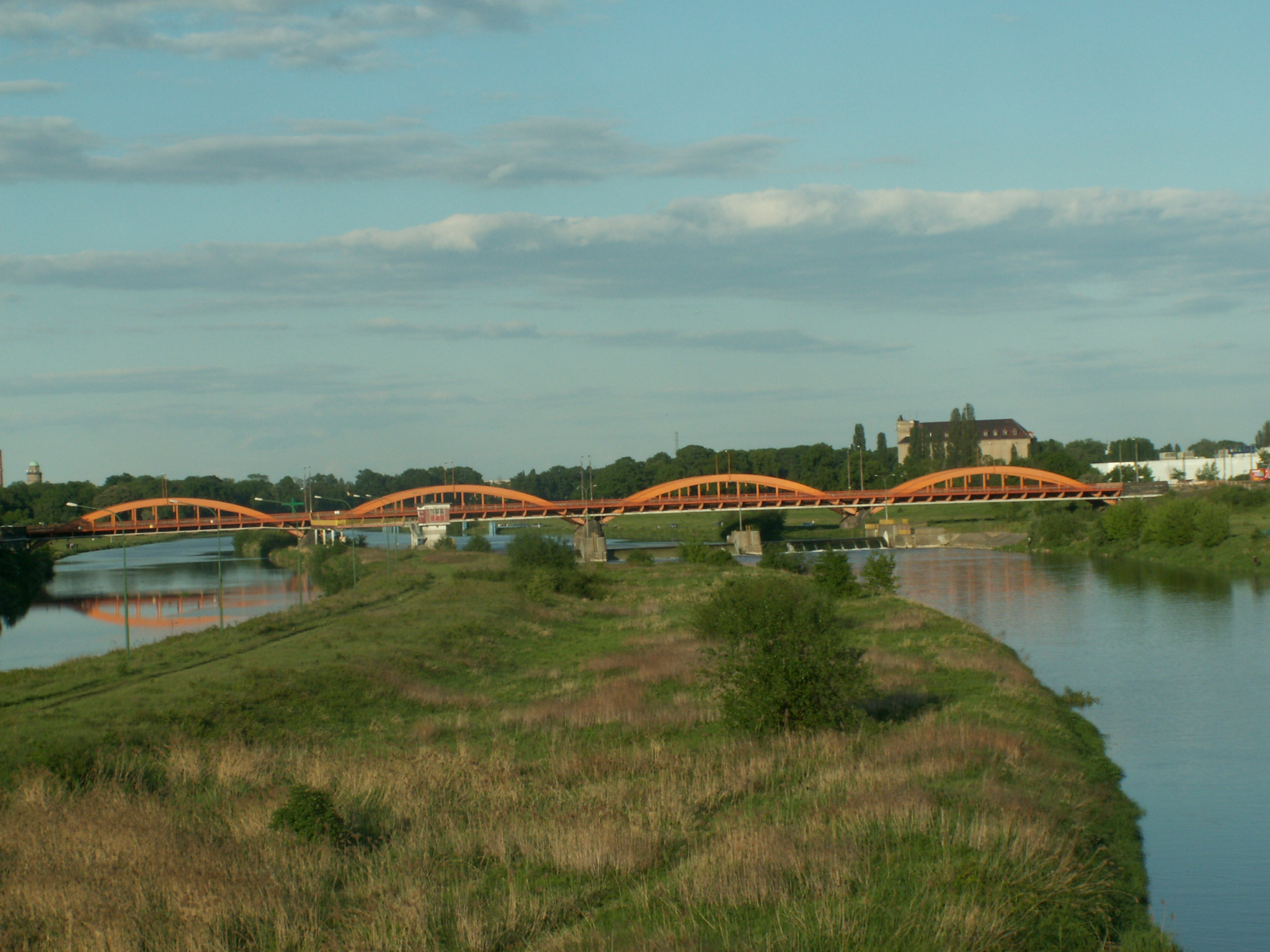
Mosty Trzebnickie, po prawej Stara Odra i Jaz Różanka, po lewej Kanał Różanka

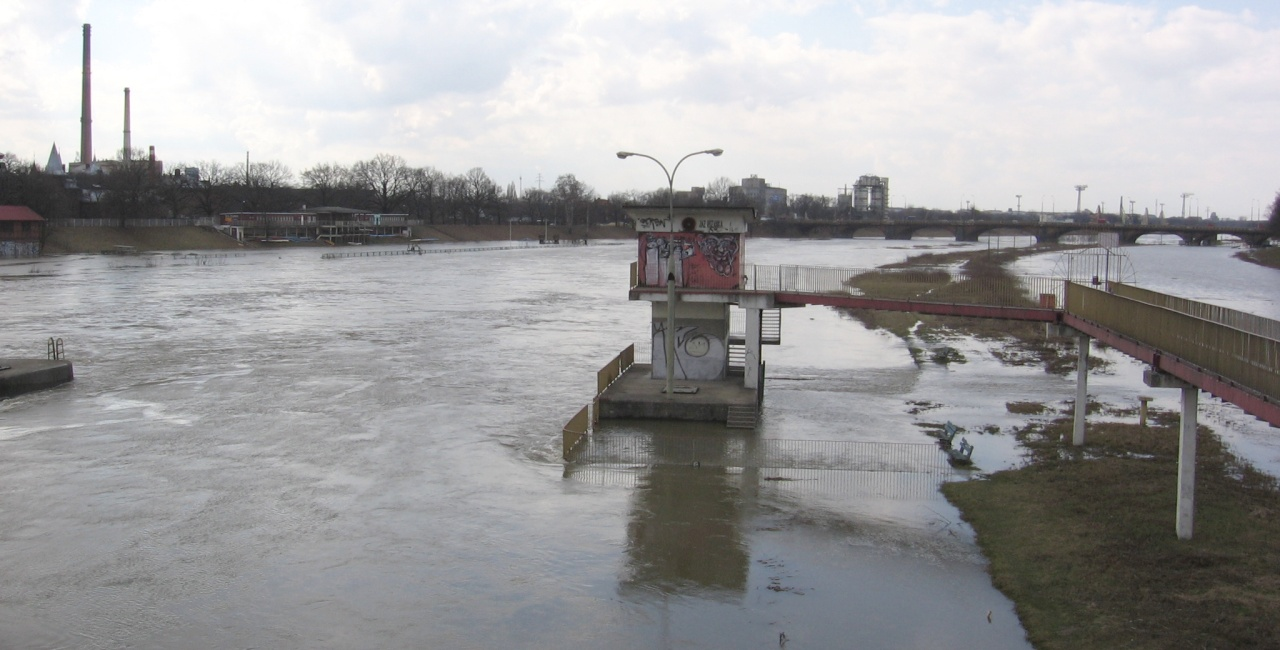
Jaz Różanka podczas wezbrania, po prawej Kanał Różanka, w tle Mosty Osobowickie

Kanał Różanka – kanał żeglugowy we Wrocławiu, wybudowany jako część drogi wodnej omijającej centrum miasta. Rozwój żeglugi na Odrze oraz zbyt mała przepustowość drogi wodnej przebiegającej przez centrum miasta oraz drogi wodnej przebiegającej Starą Odrą i Kanałem Miejskim, a także potrzeba ochrony miasta przed powodzią, spowodowało realizację projektu nowej drogi wodnej oraz kanału ulgi. W ramach tej inwestycji wybudowano Kanał Powodziowy i Kanał Żeglugowy oraz Kanał Różanka. Początek drogi wodnej znajduje się w 244,2 km biegu rzeki Odry, biegnie Kanałem Żeglugowym, dalej Starą Odrą i na koniec Kanałem Różanka, całość 10,7 km długości szlaku żeglugowego. Kanał został wybudowany, w latach 1912-1917 (1913-1917). Istotną część tego odcinka drogi wodnej stanowi Śluza Różanka. Na północ od Kanału Różanka znajduje się osiedle Różanka. Na południe od kanału znajduje się koryto Starej Odry, następnie Kanał Miejski, a za nimi osiedle Kleczków. Poszczególne koryta rozdzielone są dużymi groblami. U zbiegu tych trzech koryt znajduje się Przeładownia Elektrociepłowni Wrocław. Nad Kanałem Różanka przerzucone są dwie przeprawy mostowe, drogowe: w początkowym biegu kanału Mosty Trzebnickie, i dalej przed Śluzą Różanka Mosty Osobowickie.